# Médréac
Médréac är en kommun i departementet Ille-et-Vilaine i regionen Bretagne i nordvästra Frankrike. Kommunen ligger i kantonen Montauban-de-Bretagne som tillhör arrondissementet Rennes. År 2022 hade Médréac 1 845 invånare.

## Befolkningsutveckling
Antalet invånare i kommunen Médréac
Referens:INSEE